# Тамкявичюс, Сигитас
Сигитас Тамкявичюс (лит. Sigitas Tamkevičius; род. 7 ноября 1938 года, деревня Гудонис, Алитусский уезд, Литва) — литовский кардинал, иезуит. Архиепископ—митрополит Каунасский с 4 мая 1996 по 11 июня 2015. Председатель Конференции католических епископов Литвы с 1999 по 2002 и с 20 сентября 2005 по 28 октября 2015. Кардинал-священник с титулом церкви Санта-Анджела-Меричи с 5 октября 2019.

## Биография
Родился в деревне Гудонис в крестьянской семье. В 1955 году окончил школу в городке Сейрияй и поступил в Каунасскую семинарию. В 1957 году с третьего курса был призван на военную службу в Советскую армию. После армии вернулся в семинарию, которую окончил в 1962 год. С 18 апреля 1962 года — священник. В 1968 году вступил в орден иезуитов (орден был запрещён на территории СССР).
Был одним из инициаторов петиции протеста против действий советской власти в отношении Каунасской семинарии. Из-за этого советская власть запретила ему осуществлять своё священническое служение. В течение одного года работал на заводе. В 1972 году, будучи викарием в Симнасе (Алитусский район Литвы), инициировал подпольный самиздатский журнал «Хроника Литовской Католической Церкви». Хроника публиковала сведения о фактах религиозной дискриминации в советской Литве. С 1975 года по 1983 год — приходской священник в Кибартай (Вилкавишкский район). В 1978 году вместе с четырьмя другими литовскими священниками основал Католический комитет по защите прав верующих. Редактировал подпольное издание Хроники до 1983 года.
В 1983 году был арестован и предан суду по обвинению в антисоветской агитации и пропаганде. Был приговорен к десяти годам лишения свободы. Отбывал наказание в лагерях Перми и Мордовии. 18 мая 1988 года был сослан в Томскую область. 31 октября 1988 года освобожден по помилованию.
С 1989 года — директор Каунасской духовной семинарии. С 1990 года — ректор Каунасской духовной семинарии. С 8 мая 1991 года — вспомогательный епископ Каунасский и титулярный епископ Туруды. 18 мая 1991 года — рукоположен в епископы. С 4 мая 1996 года — архиепископ — митрополит Каунасский. С 1999 года по 2002 год и с 2005 года по 2015 год — председатель Конференции католических епископов Литвы.
11 июня 2015 года Святой Престол принял отставку по возрасту епископа Тамкявичуса, он перешёл в ранг эмеритов. Его преемником на кафедре Каунаса стал Лёнгинас Вирбалас, а на посту председателя епископской конференции — Гинтарас Грушас.

## Кардинал
1 сентября 2019 года Папа Франциск, во время чтения Angelus объявил о возведении в кардиналы 13 прелатов, среди них монсеньор Сигитас Тамкявичюс. Но так как кардиналу Тамкявичюсу больше 80 лет, он не может принимать участие в Конклаве.

## Награды
- Большой крест ордена Витаутаса Великого (13 февраля 2025 года)[4]
- Великий командор ордена Великого князя Литовского Гядиминаса (1 июля 1998 года)[5]
- Командор ордена Креста Витиса (16 января 2002 года)[6]
- Медаль Независимости Литвы (1 июля 2000 года)[7]
- Медаль Памяти 13 января (10 июня 1992 года)[8]
- Почётный гражданин города Каунас (22 сентября 1994 года)[9]